# Les Aventures de Simplicius Simplicissimus
Pour les articles homonymes, voir Simplicius et Simplicissimus.
Les Aventures de Simplicius Simplicissimus, plus grand roman allemand du XVIIe siècle, a été publié en 1668 (mais cette édition ne nous est pas parvenue) par Hans Jakob Christoffel von Grimmelshausen (1622-1676) et réédité en 1669, sous le titre original de Der Abentheurliche Simplicissimus Teutsch, littéralement « L'Aventureux Allemand Simplicissimus ».
Ce roman, un chef-d'œuvre de la littérature baroque allemande, est souvent rattaché au genre du roman picaresque. Il conte les aventures de Simplicissimus (ou Simplex), un enfant de pauvres paysans chassé de chez lui par les violences de la Guerre de Trente Ans. D'abord recueilli par un ermite, il est à nouveau entraîné dans les tourbillons de la guerre, et traverse moult aventures, souvent bouffonnes. Malgré des épreuves qui l'entraînent dans la déchéance morale, il saura s'adapter et rester en définitive fidèle à l'enseignement moral reçu de l'ermite. Il revient finalement, pour un temps au moins, dans la forêt où il a vécu avec l'ermite.
L'ouvrage est marqué par l'esprit baroque, par le sentiment de la vanité des choses et de l'inconstance du destin.

## Généralités

### Le titre
Le titre complet du livre est Der Abentheurliche Simplicissimus Teutsch/ Das ist: Die Beschreibung deß Lebens eines seltzamen Vaganten/ genant Melchior Sternfels von Fuchshaim/ wo und welcher gestalt Er nemlich in diese Welt kommen/ was er darinn gesehen / gelernet/ erfahren und außgestanden/ auch warumb er solche wieder freywillig quittirt. Überauß lustig/ und männiglich nutzlich zu lesen,
Soit en traduction: « L'aventurier Simplicissimus Teutsch / c'est-à-dire: la description de la vie d'un étrange vagabond / appelé Melchior Sternfels von Fuchsheim, / où et sous quelle forme il est venu dans ce monde / ce qu'il y a vu / appris / expérimenté et vécu / et aussi pourquoi il l'a quitté de plein gré. Vraiment, c'est une lecture amusante et utile pour les hommes ».

### Genre littéraire
L'ouvrage se rattache au genre des romans picaresques espagnols, qui en général racontent sous forme autobiographique les aventures d'un personnage du peuple (le picaro) qui n'a pas de métier, se met au service de plusieurs maîtres et qui est souvent vagabond, mendiant ou encore voleur. Ce genre a donné lieu à des imitations hors de l'Espagne, parmi lesquelles Les Aventures de Simplicius.
Le roman, divisé en cinq parties, a été publié en 1668 à Nuremberg, sous le pseudonyme de German Schleifheim von Sulsfort, et la paternité de l'œuvre n'a été établie qu'à la fin de la première moitié du XIXe siècle. Par ailleurs, l'édition de 1668 a été perdue, et c'est par son édition de 1669 que nous connaissons l'œuvre.

### Le frontispice

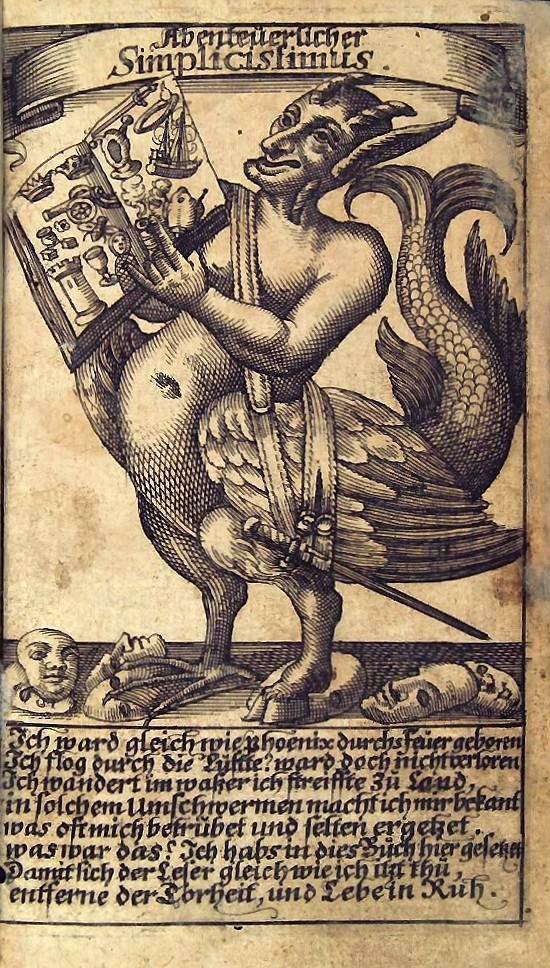
Frontispice des Aventures de Simplicius Simplicissimus

Le frontispice de l'édition de 1669 est un des plus célèbres de l'édition allemande.

#### L'illustration
L'illustration (une gravure sur cuivre) de la page de frontispice montre un être fabuleux: la moitié supérieure est un corps humain, avec une tête de satyre et une poitrine de femme; la partie inférieure est animale : on a un pied de canard et l'autre de vache, des plumes d'oiseau et une queue de poisson. Un livre est appuyé sur la main droite, et de la main gauche (avec l'index et l'auriculaire relevés, l'index et le majeur étant repliés), la créature tient ce livre ouvert. À ses pieds, trois masques posés sur le sol. Sur les deux pages ouvertes du livre, sont représentés, entre autres, une tour, un canon, deux couronnes, un calice (à gauche); à droite, un navire.

#### Le texte
Sous la gravure du frontispice, on trouve le texte suivant:

« Je suis né dans le feu comme le phénix. / J'ai volé à travers les airs, mais je ne me suis pas perdu. / J'ai voyagé sur l'eau ; j'ai voyagé sur la terre. / Au cours de ces pérégrinations, j'ai connu des choses qui m'ont souvent attristé et rarement plu. / Qu'était-ce ? Je l'ai mis dans ce livre, afin que le lecteur, tout comme moi, puisse se libérer de la folie et vivre en paix. »

#### Interprétation
Une interprétation commune veut que la gravure soit inspirée du début de l'Art poétique du poète latin Horace. Cependant, on ne retrouve pas chez Horace tous les détails qui figurent dans Les Aventures, et la gravure présente clairement davantage d'éléments que le texte d'Horace.

## Contexte historique
L'ouvrage narre les aventures tragi-comiques d’un jeune gamin, paysan naïf (d'où son nom de Simple), éternel innocent mais pas sot, loin de là. L'enfant se trouve happé dans cette interminable et cauchemardesque succession d’absurdités sanguinaires que fut, pour les populations allemandes, la guerre de Trente Ans (1618-1648). Celle-ci a ravagé pour longtemps les régions où elle se déroula, que traversèrent en tous sens des armées venues de toutes parts. Paysans et citadins furent soumis aux exactions de la soldatesque, à des dégâts innombrables, aux disettes et aux épidémies qui s’ensuivirent. En 1618, la population allemande dans le cadre du Saint-Empire romain germanique était de seize millions de personnes ; en 1648, il n'en restait plus que douze millions, mais plusieurs provinces se dépeuplèrent de manière dramatique par suite de la mort des habitants ou de leur fuite vers des contrées moins exposées, certaines perdant, comme le Palatinat, jusqu’aux deux tiers de leur population. Particulièrement notables furent les exactions et saccages des troupes suédoises, restés longtemps dans la mémoires collectives en Westphalie et Alsace, par exemple.

## Résumé
L'histoire de Simplex suit un schéma qui va de la chute à la rédemption. Elle est narrée à la première personne, comme une autobiographie, par celui qui recevra bientôt le nom de Simplex.
Le livre débute par la description de la famille d'un jeune garçon et de leur vie de simples paysans du Spessart, dans le nord-ouest de la Bavière. Mais très vite, leur situation tourne: des soldats pillent et brûlent la ferme et le narrateur ne trouve son salut que dans la fuite. Il erre dans la forêt où il est bientôt recueilli par un ermite auprès de qui il reste deux ans, et qui lui donne des rudiments d'éducation religieuse et morale, tout en lui apprenant à lire et à écrire. C'est lui qui donne à l'enfant le nom de Simplex, du fait de sa naïveté et de son innocence.
La mort de l'ermite va rejeter l'enfant dans la guerre, et il est enrôlé, d'abord dans les forces impériales (catholiques), puis dans les armées protestantes. Il devient bientôt bouffon au service du gouverneur protestant de la forteresse de Hanau. Au cours d'une cérémonie, on essaie de faire croire qu'il est descendu en Enfer puis monté aux Cieux, et qu'il a été transformé en veau. Il apprend alors l'art de la dissimulation, et se meut avec aisance dans les différents partis qui s'affrontent dans la guerre civile en Allemagne.
Il gagne alors argent et considération, mais cette ascension sociale s'accompagne d'une chute morale: bel homme, Simplex connaît plusieurs aventures galantes qui le conduisent à Paris. Mais il en revient ruiné et enlaidi par la variole qui l'a frappé. Il Commence alors la déchéance qui l'amènera à devenir bandit de grands chemins. Il essaie bientôt de reprendre son état de paysan, et rencontre son père adoptif qui lui révèle qu'il est en fait d'origine noble.
Finalement, arrivé au terme de son errance, Simplex se fait ermite et termine son autobiographie sur ce constat amer: « Adieu, monde, car on ne peut se fier à toi ni rien espérer de toi ; dans ta maison, le passé a déjà disparu, le présent disparaît sous nos mains, le futur n'a jamais commencé, le plus constant tombe, le plus fort se brise, et le plus durable prend fin ; donc que tu es un mort parmi les morts et, de cent ans, tu ne nous laisses pas vivre une heure. »

## Diffusion

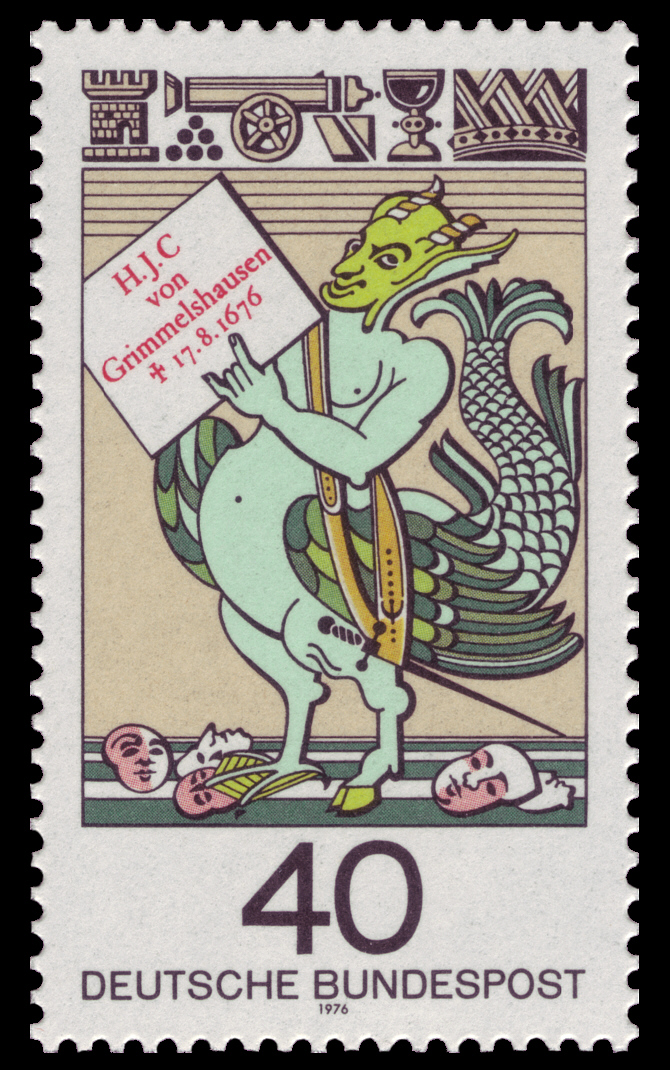
Timbre émis par la Deutsche Bundespost en 1976, pour marquer le trois-centième anniversaire de la mort de Grimmelshausen.

Curieusement, cet extravagant roman touffu, d’une modernité certaine et qui conserve un grand pouvoir comique, est relativement peu connu et apprécié dans les pays francophones.  
Bien qu’il s’agisse d’une œuvre de fiction, de surcroît écrite trente ans après la fin des événements historiques qui servent de trame au récit, il constitue un document unique sur la manière dont les gens ordinaires vécurent la guerre de Trente Ans.  
Du fait du faible rayonnement de la littérature de langue allemande au XVIIe siècle, le roman de Grimmelshausen est resté largement inconnu hors de la sphère germanophone jusqu’au XXe siècle. S’il est aujourd’hui traduit en anglais, en français, en italien, en espagnol, en japonais, en russe et en biélorusse, il attend toujours une traduction en néerlandais. 

## Adaptations
On connaît des adaptations de cet ouvrage dans différents genres.
L'hebdomadaire satirique allemand Simplicissimus, qui a paru de 1896 à 1944, a été baptisé ainsi en référence au roman de Grimmelshausen.
En musique, le compositeur allemand Karl Amadeus Hartmann (1905-1963) a tiré des premiers épisodes de Simplicius Simplicissimus un opéra homonyme, commencé en 1934 et créé en 1956 à Mannheim sous sa forme définitive.
En 1975, Fritz Umgelter a réalisé une adaptation télévisée pour la chaîne allemande ZDF, intitulée Des Christoffel von Grimmelshausen abenteuerlicher Simplizissimus (de). Elle a été diffusée en France, sur Antenne 2 en janvier 1976 sous le titre Simplicius, Simplicissimus.